# Pothyne sikkimensis
Pothyne sikkimensis là một loài bọ cánh cứng trong họ Cerambycidae.